# شاكاليت
شاكاليت (بالبلغارية: Чакалите)‏ قرية تقع إدارياً ضمن تريافنا في بلغاريا. ويبلغ عدد سكانها 5 نسمة حسب تعداد 15 مارس 2015. تعتمد شاكاليت للبريد على الرمز البريدي 5365.